# Ypthima tsinlingi
Ypthima tsinlingi är en fjärilsart som beskrevs av Forster 1948. Ypthima tsinlingi ingår i släktet Ypthima och familjen praktfjärilar. Inga underarter finns listade i Catalogue of Life.